# Geaya thoracica
Geaya thoracica is een hooiwagen uit de familie Sclerosomatidae.